# Pleuroprucha tropicaria
Pleuroprucha tropicaria är en fjärilsart som beskrevs av William Schaus. Pleuroprucha tropicaria ingår i släktet Pleuroprucha och familjen mätare. Inga underarter finns listade i Catalogue of Life.